# František Krupík
František Krupík (25. května 1936 - ???) byl slovenský a československý politik a bezpartijní poslanec Sněmovny lidu Federálního shromáždění za normalizace.

## Biografie
K roku 1971 se profesně uvádí jako elektrikář. Ve volbách roku 1971 tehdy zasedl do Sněmovny lidu (volební obvod č. 167 - Kysucké Nové Mesto, Středoslovenský kraj). Ve Federálním shromáždění setrval do konce funkčního období, tedy do voleb v roce 1976.